# Baschi
Baschi este o comună din provincia Terni, regiunea Umbria, Italia, cu o populație de 2841 locuitori și o suprafață de 68,57 km².

## Demografie
Baschi - evoluția demografică

|  | Graficele sunt indisponibile din cauza unor probleme tehnice. Mai multe informații se găsesc la Phabricator și la wiki-ul MediaWiki. |

Date: Recensăminte sau birourile de statistică - grafică realizată de Wikipedia